# حسين أباد (أرزوئية)
حسین أباد (بالفارسية: حسین‌آباد) هي قرية تقع في إيران في Arzuiyeh Rural District. يقدر عدد سكانها بـ 478 نسمة .